# Вулидж

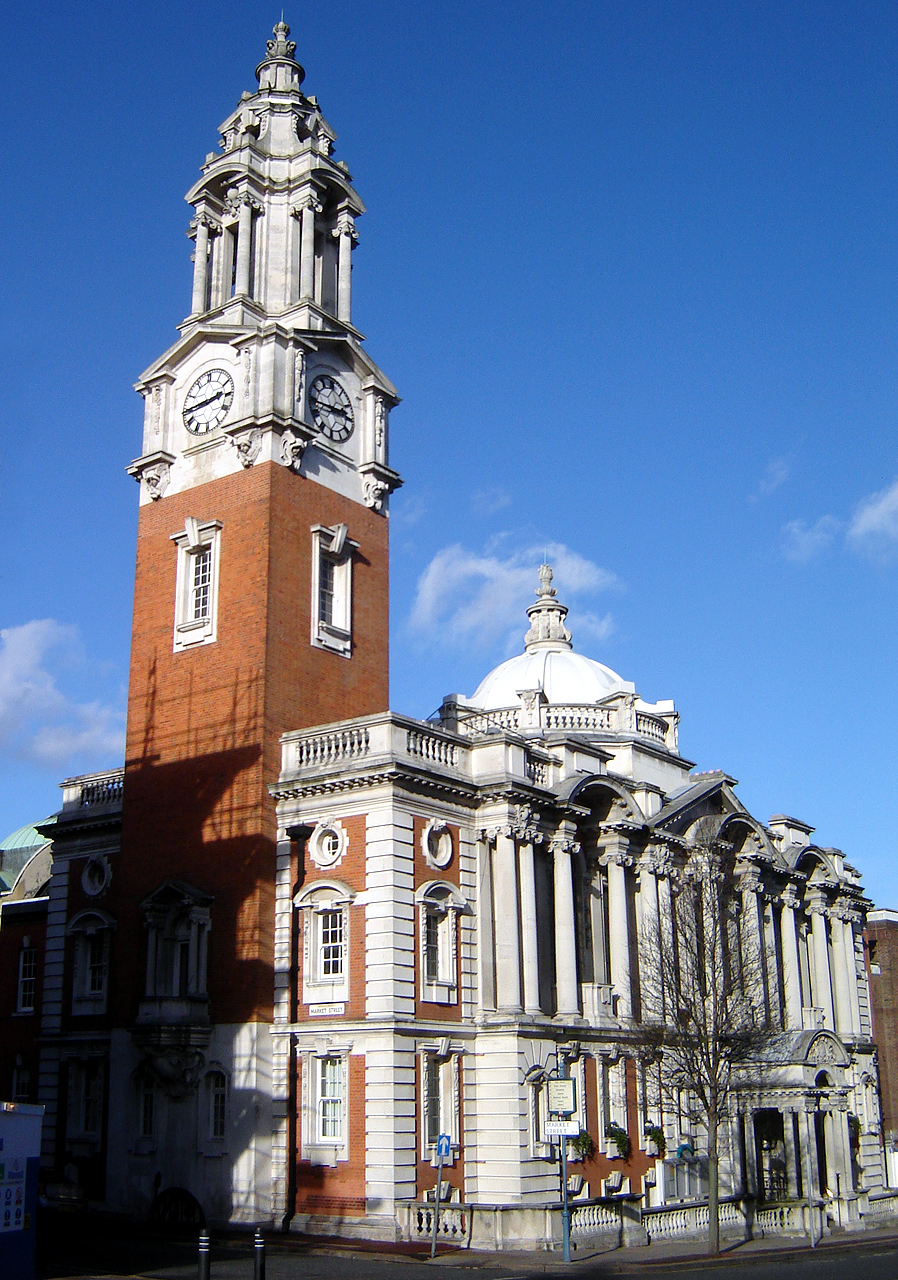
Городская ратуша

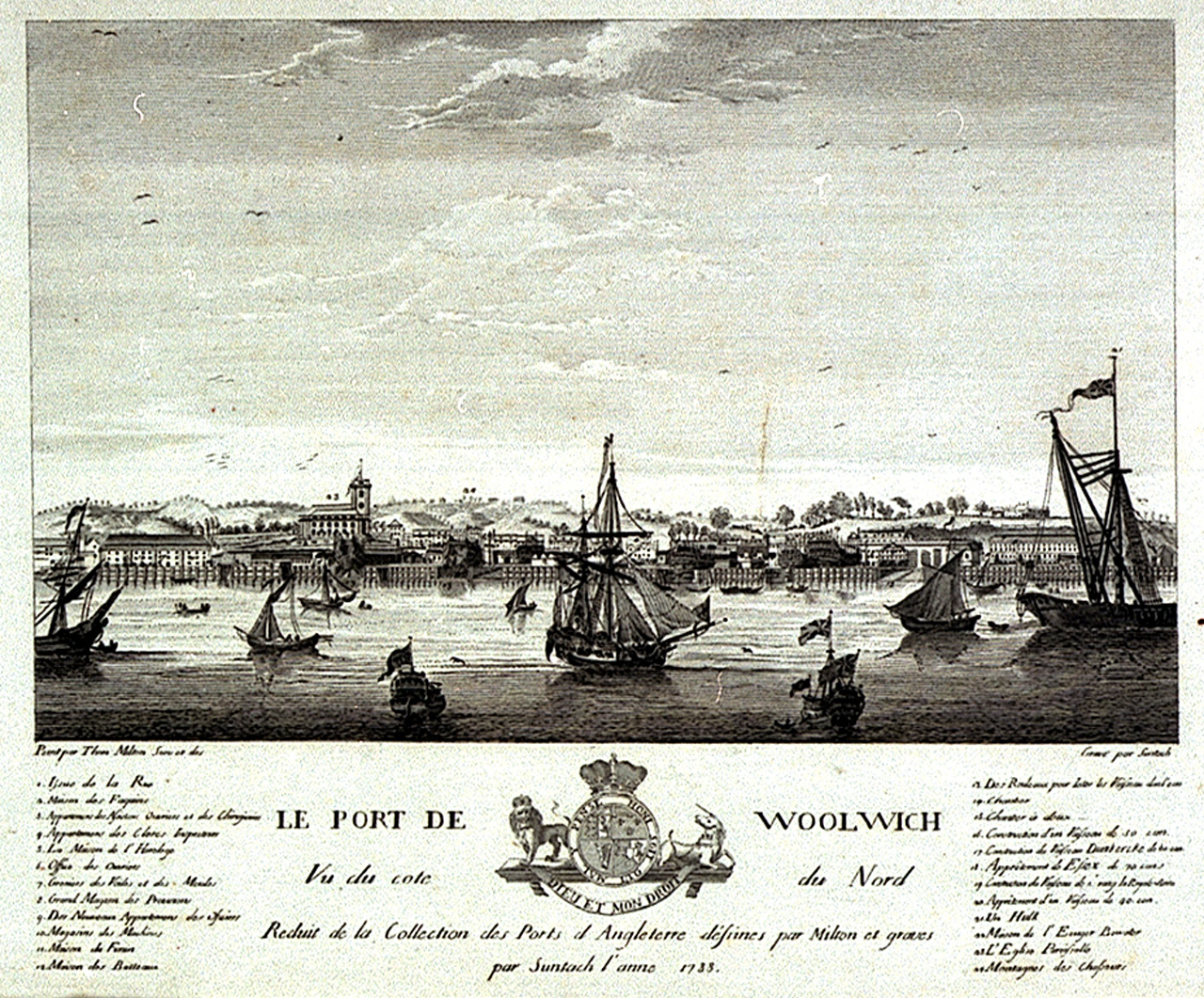
Вид на Вулвич и верфь с Темзы (1733)

Ву́лидж (Вулвич или Вулич; англ. Woolwich) — район на юго-востоке Лондона, на берегу Темзы, в округе Гринвич. В прошлом самостоятельный город. Также — одноименная королевская верфь, существовавшая с 1512 по 1869 год.

## История
Поселение на месте Вулвича существует с железного века. Точное происхождение названия неизвестно, предположительно англо-саксонское.
До конца XV века Вулвич оставался небольшой деревней. В 1471 году здесь был основан королевский Арсенал (существовал до 1994 года) и пороховые фабрики, а в 1512 году, по приказу Генриха VIII — верфь, где строился его знаменитый «Большой Гарри». Верфь включала два сухих дока, мачтовый пруд, канатный двор, а позже — крупный металлический цех для изготовления якорей и дельных вещей.
Этим двум сооружениям город обязан своим развитием в XVI—XIX веках. Совместно они дали Британии сотни кораблей. Среди них такие знаменитые, как «HMS Sovereign of the Seas», флагман Карла I; «HMS Dolphin», дважды обошедший вокруг света; печально известный «HMS Royal George»; «HMS Ocean», флагман лорда Коллингвуда; «HMS Beagle», исследовательский корабль Чарльза Дарвина.
С 1793 года в городе расквартированы части Королевской артиллерии.
В честь Арсенала называется основанный здесь футбольный клуб. В 1918 году британский художник Джордж Клаузен в рамках амбициозного проекта и по заказу Британского комитета по военным мемориалам выполнил грандиозное полотно «Военный завод в арсенале Вулиджа».
Среди другой промышленности выделялась фабрика «Siemens», закрытая в 1968 году. Для переправы через реку был организован паром «Woolwich Ferry».
Во время промышленной революции осадка кораблей начала быстро расти, одновременно с заиливанием Темзы, и два сухих дока перестали удовлетворять новым требованиям. Верфь перешла на более мелкие заказы, и после периода упадка в 1869 году официально закрылась.
В 1889 году Вулвич официально вошел в состав Лондона. В середине XX века, с оттоком промышленности, город пришел в упадок.
В 1990-е годы началось новое развитие с использованием зданий центра. В Вулвич дотянута ветка Доклендского лёгкого метро. На месте верфи и арсенала созданы музеи, а поблизости от Артиллерийских казарм — Центр городского наследия. В городе имеется собственный политехнический институт (в 1992 году получил статус университета), основанный в 1892 году.